# جوردان زمورا
جوردان زمورا (مواليد 14 نوفمبر 1999) هو لاعب كرة قدم زيمبابوي يلعب في مركز الظهير الأيسر في نادي بورنموث.

## روابط خارجية
- جوردان زمورا على موقع قاعدة بيانات كرة القدم.إي يو (الإنجليزية)
- جوردان زمورا على موقع ناشيونال فوتبول تيمز (الإنجليزية)
- جوردان زمورا على موقع Soccerbase.com (لاعب) (الإنجليزية)
- جوردان زمورا على موقع Soccerway.com (الإنجليزية)
- جوردان زمورا على موقع عالم كرة القدم.نت (الإنجليزية)